# Акакий Каппадокиянин
Известен также мученик Акакий
Ака́кий Каппадокия́нин (лат. Agathius, Acathius, Agatus, Achaicus, Акакий Сотник; ? — 303 или 304) — христианский святой, мученик, пострадал при императоре Максимиане.

## Жизнеописание
Согласно житию, Акакий родился в Каппадокии в семье христианского священника. При императоре Максимиане стал сотником Мартисийского полка. Во время гонений на христиан Акакий открыто исповедовал свою веру перед военачальником Фирмом. Его отправили в Перинф (или Ираклию) во Фракии, заключили под стражу и подвергли пыткам. Затем вместе с другими узниками-христианами Акакий был отправлен в город Византий, где содержался под стражей. По приказу проконсула Фалькиана Акакий был усечён мечом в 303 или 304 году.
В правление императора Константина Великого мощи святого Акакия были перенесены в Константинополь и положены в храме, построенном в его честь. В 630 году мощи Акакия были перенесены в Италию в город Сквилияцию (регион Калабрия).

## Почитание
В Православной церкви память святому Акакию совершается 7 (20) мая.
В Католической церкви входит в число Четырнадцати святых помощников, память совершается 8 мая и 16 января (перенесение мощей)